# Орден рыцарей креста с красной звездой
Орден рыцарей креста с красной звездой (лат. Crucigeri cum rubea stella, чеш. Křižovníci s červenou hvězdou), также Рыцарский орден крестоносцев с красной звездой у подножия пражского моста (Ordo militaris Crucigerorum cum rubea stella in pede pontis Pragensis, OMCRS, Rytířský řád Křižovníků s červenou hvězdou u paty pražského mostu) — чешский католический духовно-рыцарский орден, подчиняющийся уставу Святого Августина и действующий с 1237 года.

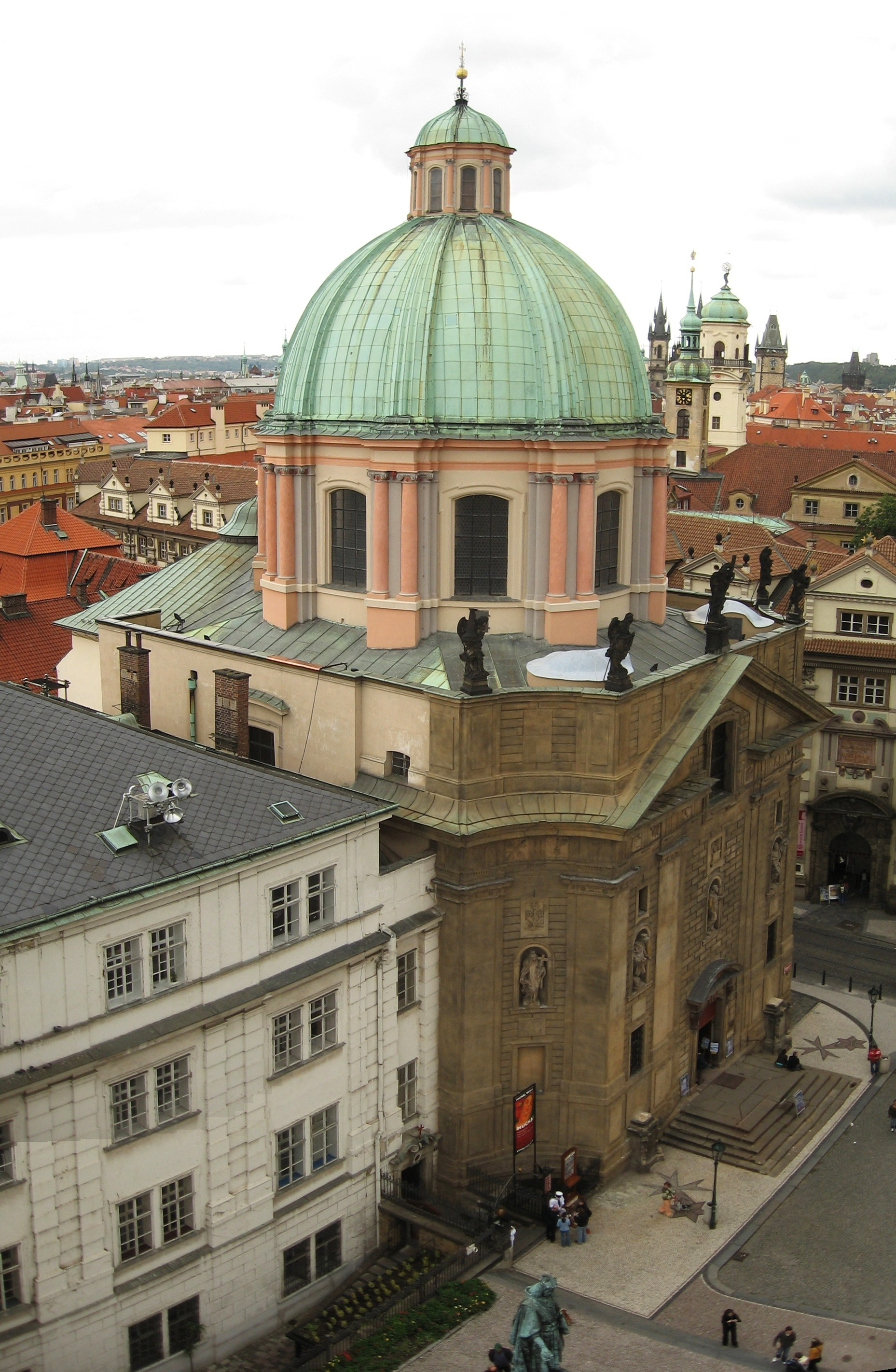
Костёл Святого Франциска Ассизского на Площади Крестоносцев в Праге — главный орденский храм

## Название
Официальный сайт Ордена содержит несколько названий: Орден Рыцарей креста с красной звездой, Орден Рыцарей креста с красной звездой у подножия пражского моста, Священный рыцарский орден Крестоносцев с красной звездой, Регулярные каноники Святейшего Креста красной звезды, Крестоносцы с красной звездой, Крестоносцы со звездой. Аббревиатурами Ордена являются O. Cr. и O. Crucig.

## Храмы
Главным храмом и резиденцией Ордена является приходской Костёл Святого Франциска Ассизского на Площади Крестоносцев в Праге. В Праге Ордену принадлежат также Костёл Святого Георгия в Глоубетине и Костёл Святого Петра на Поржичи (Нове-Место).
Кроме того на всей территории Чешской республики Ордену принадлежит ещё 15 храмов, а также Храм св. Карло Борромео в Вене.

## История, структура и функции Ордена
Орден Крестоносцев с красной звездой возник из госпитального братства, основанного в 1233 году Святой Анежкой Пршемысловной при Храме Святого Гастала в Старе-Место. Королева Чехии Констанция Венгерская даровала братству селение Рыбничек с костёлом Святого Стефана. Папа Григорий IX в 1237 году повысил статус госпитального братства до духовно-рыцарского ордена. Вскоре деятельность ордена распространилась и на территории сопредельных государств: Силезии (особенно Вроцлав), Польши, Венгрии.
В Средние века рыцари Ордена, помимо прочего, занимались охраной вначале Юдитина моста, а затем Карлова моста и сбором дорожных пошлин. В XVI—XVII веках велмистры Ордена часто занимали должность пражского архиепископа, что придавало Ордену больший авторитет и давало доступ к казне архиепархии.
В период коммунистического режима в Чехословакии (1948—1989) Орден подвергался жестоким преследованиям, многие члены Ордена закончили свои дни в тюрьмах и лагерях принудительного труда при урановых рудниках. Количество членов Ордена уменьшилось с 53-х до 13-и человек. После Бархатной революции 1989 года Орден стал восстанавливаться и к 2001 году количество его членов достигло 21.

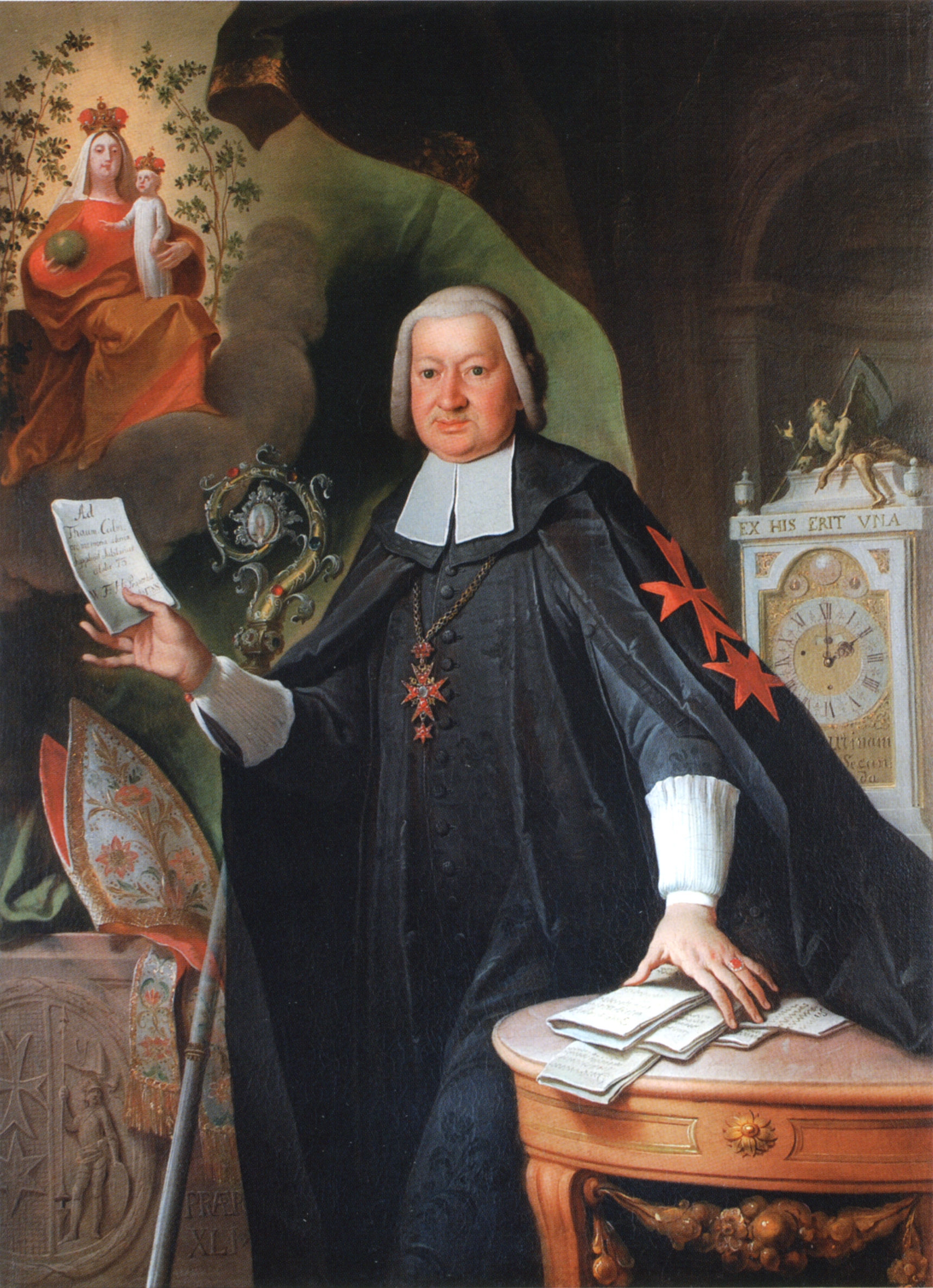
Вацлав Бедржих Глава, пробст Ордена. Портрет работы Йозефа Винтерхалдера младшего (1743—1807)

В настоящее время деятельность Ордена сосредоточена главным образом в Чехии, а также в Австрии. Во главе Ордена стоит Великий магистр (Velmistr, Велмистр). Территориально орден разделён на комтурства (Komenda), во главе каждого из которых стоит комтур (командор).
Изначально основной задачей Ордена была организация госпиталей и руководство их деятельностью, а также содействие в пасторском попечении прихожан. В настоящее время Орден занимается только пасторским попечением, функционируя в качестве общества регулярных каноников.
20 июня 2011 года велмистром Ордена на шестилетний срок был избран Йосеф Шедиви, бывший пастор прихода Ветержов у Кийова.

## Представители Ордена
- Ян Франтишек Бецковски (1658—1725) — чешский писатель, историк и католический священник.
- Антонин Брус из Могельнице (1518—1580) — чешский католический священник, 23-й велмистр Ордена (1552—1580), 8-й архиепископ Пражский (1561—1580).
- Ян III Логел (1549—1622) — чешский католический священник, 27-й велмистр Ордена (1612—1622), 12-й архиепископ Пражский (1612—1622)
- Ян Бедржих фон Вальдштейн (1644—1694) — чешский католический священник, 31-й велмистр Ордена (1668—1694), 2-й епископ Краловеградецкий (1668—1675), 16-й архиепископ Пражский (1675—1694).
- Эмануэль Ян Крштител Шёбель (1824—1909) — чешский католический священник, 41-й велмистр Ордена (1879—1882), 14-й епископ Литомержице (1882—1909).